# Реле рівня
Реле́ рі́вня (рос. реле уровня; англ. level switch; нім. Pegelwächter m, Niveaurelais n, Schwimmerrelais n) — пристрій, призначений для подання сигналу після того, як рівень робочої рідини (сипкої маси) досягне заданого значення.